# Светлогорск-I
Светлого́рск-1 — одна из двух железнодорожных станций города Светлогорска (Калининградская область). Станция обслуживает пассажирские электропоезда из Калининграда, Зеленоградска и Пионерского. Грузовые операции на станции не производятся.

## История
Станция начала действовать 14 июля 1900 года, одновременно с торжественным открытием движения по железной дороге Кёнигсберг (Калининград) — Раушен (Светлогорск). Первоначальное немецкое название станции — Rauschen-Ort (Населённый пункт Раушен).
На станции сохранилось вокзальное здание немецкой постройки начала XX века, которое является одной из достопримечательностей города.